# Crataegus pycnoloba
Crataegus pycnoloba — вид глоду, ендемік Греції.

## Морфологічна характеристика
Це кущ чи невелике дерево. Плоди мають червоний чи темно-червоно-коричневий колір, коли недозрілі, але пізніше набувають жовтого кольору.

## Середовище проживання
Населяє гори північного та центрального Пелопоннесу в Греції.